# VV Flamingo's '56
VV Flamingo's '56 est un club néerlandais de volley-ball fondé en 1956 et basé à Gennep qui évolue pour la saison 2020-2021 en Eredivisie dames.

## Effectifs

### Saison 2020-2021
| No                                                                              | Nom                                                                             | Date de naissance                                                               | Taille                         | Poids                          | Poste                          |
| ------------------------------------------------------------------------------- | ------------------------------------------------------------------------------- | ------------------------------------------------------------------------------- | ------------------------------ | ------------------------------ | ------------------------------ |
| 1                                                                               | Rachel Feron                                                                    | 8 août 1992                                                                     | 176                            |                                | Passeuse                       |
| 2                                                                               | Noa Klerckx                                                                     | 11 août 1999                                                                    | 175                            |                                | Réceptionneuse-attaquante      |
| 3                                                                               | Veerle van den Heuvel                                                           | 22 juin 1996                                                                    | 183                            | 67                             | Réceptionneuse-attaquante      |
| 4                                                                               | Noa Rahangmetan                                                                 | 21 août 2002                                                                    | 172                            | 53                             | Passeuse                       |
| 6                                                                               | Steffie Janshen                                                                 | 18 novembre 1987                                                                | 178                            | 90                             | Réceptionneuse-attaquante      |
| 7                                                                               | Yara van der Ven                                                                | 1er janvier 2002                                                                | 175                            |                                | Libero                         |
| 8                                                                               | Lara Hendricks                                                                  | 6 octobre 2000                                                                  | 180                            | 57                             | Attaquante                     |
| 9                                                                               | Joska Fransen                                                                   | 30 octobre 1994                                                                 | 188                            |                                | Centrale                       |
| 10                                                                              | Eline Peeters                                                                   | 1er janvier 2001                                                                | 188                            |                                | Centrale                       |
| 11                                                                              | Maus Smeets                                                                     | 1er janvier 1990                                                                | 184                            |                                | Réceptionneuse-attaquante      |
| 13                                                                              | Michelle Koolen                                                                 | 1er janvier 1998                                                                | 180                            |                                | Attaquante                     |
| 14                                                                              | Anne Heesakkers                                                                 | 24 février 1995                                                                 | 186                            |                                | Centrale                       |
| 16                                                                              | Susanne Kos                                                                     | 5 janvier 2000                                                                  | 170                            | 61                             | Libero                         |
|                                                                                 |                                                                                 |                                                                                 |                                |                                |                                |
| Encadrement technique                                                           | Encadrement technique                                                           |                                                                                 | Légende                        | Légende                        | Légende                        |
| Entraîneur : Ivo Martinovic                                                     | Entraîneur : Ivo Martinovic                                                     | Entraîneur : Ivo Martinovic                                                     | : Capitaine                    | : Capitaine                    | : Capitaine                    |
| Entraîneur(s) adjoint(s) : Josha Kailola Entraîneur(s) adjoint(s) : Jan Janssen | Entraîneur(s) adjoint(s) : Josha Kailola Entraîneur(s) adjoint(s) : Jan Janssen | Entraîneur(s) adjoint(s) : Josha Kailola Entraîneur(s) adjoint(s) : Jan Janssen | : Joueuse blessée actuellement | : Joueuse blessée actuellement | : Joueuse blessée actuellement |
| Manager général : Marcel Weijers                                                |                                                                                 |                                                                                 |                                |                                |                                |